# Вулиця Євгена Танцюри (Одеса)
Вулиця Євгена Танцюри — вулиця у місті Одеса, в мікрорайоні Південно-Західний. Починається на перетині з вул. Михайла Комарова і закінчується перетином із вул. Радісною.

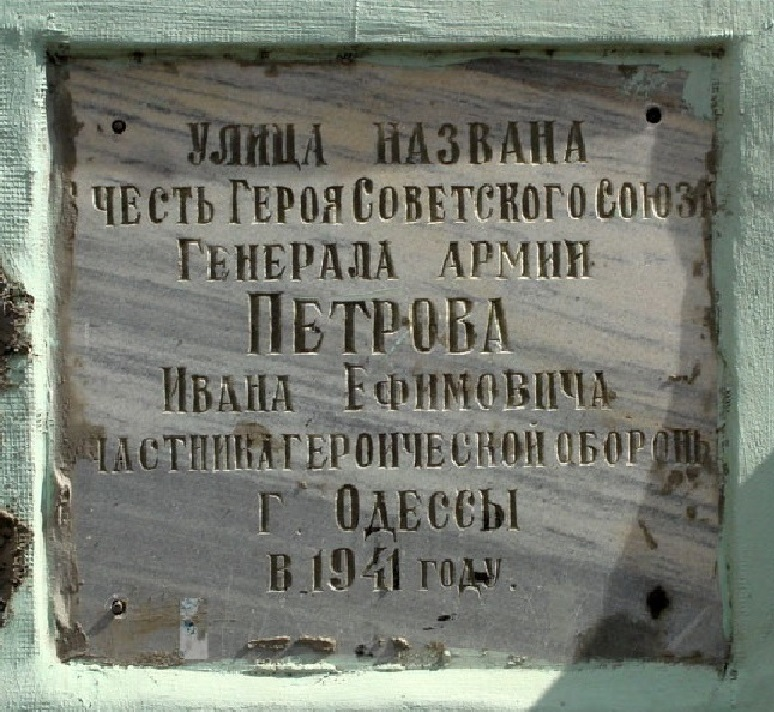
Стара інформаційна табличка на честь генерала Петрова

Вулиця виникла у 1965—1967 роках, коли проводилася активна забудова Південно-Західного мікрорайону (відомий тепер як Черемушки). Від початку свого існування вулиця була названа вулиця Генерала Петрова, на честь радянського генерала, героя Радянського Союзу, Петрова Івана Юхимовича (1896-1958). Він брав участь в обороні Одеси під час Другої світової війни, командував 25-ю Чапаївською дивізією.
Під час дерусифікації топоніміки України було піднято питання перейменування вулиці. Першою пропозицією було назвати вулицю на честь Дениса Максишка, що викликало хвилю обурення родичів загиблих військових, оскільки запропонована для перейменування вулиця знаходиться на околицях міста. Пропозиція щодо перейменування не була підтримана мером міста, Геннадієм Трухановим і вулиця на певний час зберегла свою радянську назву. Сучасну назву вулиця дістала 26 липня 2024 року розпорядженням Начальника Одеської ОВА, коли була перейменована на вулицю Євгена Танцюра, на честь загиблого оборонця Маріуполя, мешканця Одеси, Євгена Танцюри.

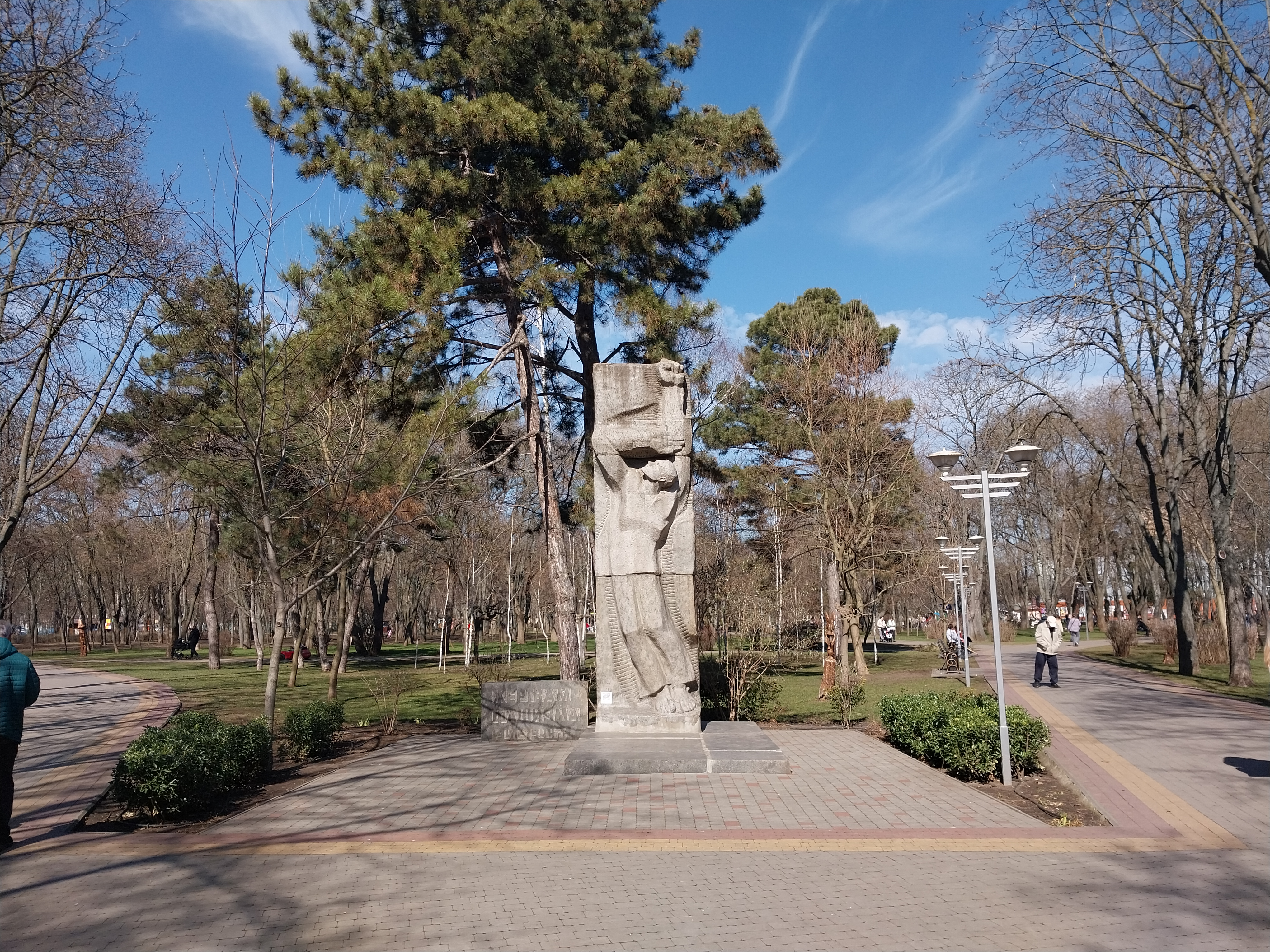
Пам'ятник жертвам фашизму у парку Марка Твена (на розі із вул. Варненською)